# Линберг, Николай
Николай Линберг (эст. Nikolai Linberg; 3 апреля 1915, Таллин — дата смерти неизвестна) — эстонский футболист, нападающий. Выступал за сборную Эстонии.

## Биография
Родился в Эстонии в латышской семье и до 1934 года имел гражданство Латвии. Юношеские годы провёл в Пярну, где начал заниматься футболом. В 1934 году получил эстонское гражданство и был приглашён в клуб «Эстония» (Таллин), ставший в это же время сильнейшим клубом страны. Со своим клубом завоевал подряд пять титулов чемпиона Эстонии (1934—1939), а в сезоне 1939/40 стал серебряным призёром. Двукратный лучший бомбардир чемпионата Эстонии — в 1936 году забил 21 гол, а в сезоне 1939/40 — 15 голов. В сезоне 1937/38 стал четвёртым бомбардиром (10 голов). 21 забитый гол за сезон стал рекордом довоенных чемпионатов страны и в независимой Эстонии был побит только 58 лет спустя. Всего в 1934—1940 годах форвард забил 51 гол, что стало третьим результатом в довоенных чемпионатах Эстонии.
После первого присоединения Эстонии к СССР (1940) стал играть за «Динамо» (Таллин). Во время немецкой оккупации был восстановлен чемпионат Эстонии и футболист снова играл за ФК «Эстония», с которым в 1942 году стал вице-чемпионом, а в 1943 году — чемпионом. В чемпионате Эстонской ССР в 1945 году игрок стал победителем вместе с «Динамо», а в 1946 году — бронзовым призёром с таллинским «Калевом».
В национальной сборной Эстонии сыграл первый матч 20 августа 1935 года в рамках Кубка Балтии против Литвы (1:2) и в этой же игре забил свой первый гол. Всего в 1935—1938 годах провёл три матча — против Литвы, Латвии и любительской сборной Венгрии, и забил 2 гола. 18 августа 1942 года сыграл ещё один матч против Латвии (1:8) и забил в нём гол, однако этот матч ныне не считается официальным.
Во второй половине 1940-х годов пропал без вести.

## Достижения
- Чемпион Эстонии: 1934, 1935, 1936, 1937/38, 1938/39, 1943
- Серебряный призёр чемпионата Эстонии: 1939/40, 1942
- Лучший бомбардир чемпионата Эстонии: 1936 (21 гол), 1939/40 (15 голов)